# Václav Aulický
Václav Aulický (* 1. března 1944 Praha) je český architekt a vysokoškolský profesor. Je absolventem Fakulty stavební Českého vysokého učení technického (ČVUT) v Praze. Jeho stavby mají hi-tech a postmoderní prvky.

## Biografie
Václav Aulický se narodil 1. března 1944 v Praze. V roce 1967 dokončil studia architektury na Fakultě stavební Českého vysokého učení technického (ČVUT) v Praze.
V letech 1967–1970 působil ve Vojenském projektovém ústavu. Zde se v ateliéru Jiřího Eisenreicha podílel na návrhu komplexu budov Transgas na pražské Vinohradské 6, který byl vystavěn v letech 1972–1978. Jeho úkolem byl například návrh opláštění horních pater výškových budov, kde byla použita povětrnostně odolná ocel, vyráběná od roku 1968 v Československu pod produktovým označením ATMOFIX. V době svého působení ve Vojenském projektovém ústavu také podnikl několik studijních cest. Byl například v Rakousku, skandinávských zemích či Itálii.
Od roku 1974 pak pracuje ve Spojprojektu. Zde se dostal k vlastním realizacím. Jednalo se o televizní vysílač Hošťálkovice v Ostravě či telefonní ústředny v pražských Dejvicích či Hradci Králové. Koncem 70. let pak začíná pracovat na návrhu Žižkovské televizní věže.
Je členem České komory architektů a od roku 1990 Obce architektů ČR. Se svojí ženou ing. arch. Zdenkou Aulickou má dvě dcery a šest vnoučat. Ve Spojprojektu vede ateliér, zabývá se především telekomunikačními budovami a vysílači.
Od roku 2005 působí zároveň i na Fakultě architektury ČVUT v Praze jako vedoucí ateliéru. Později se tamtéž habilitoval jakožto docent.

## Realizace

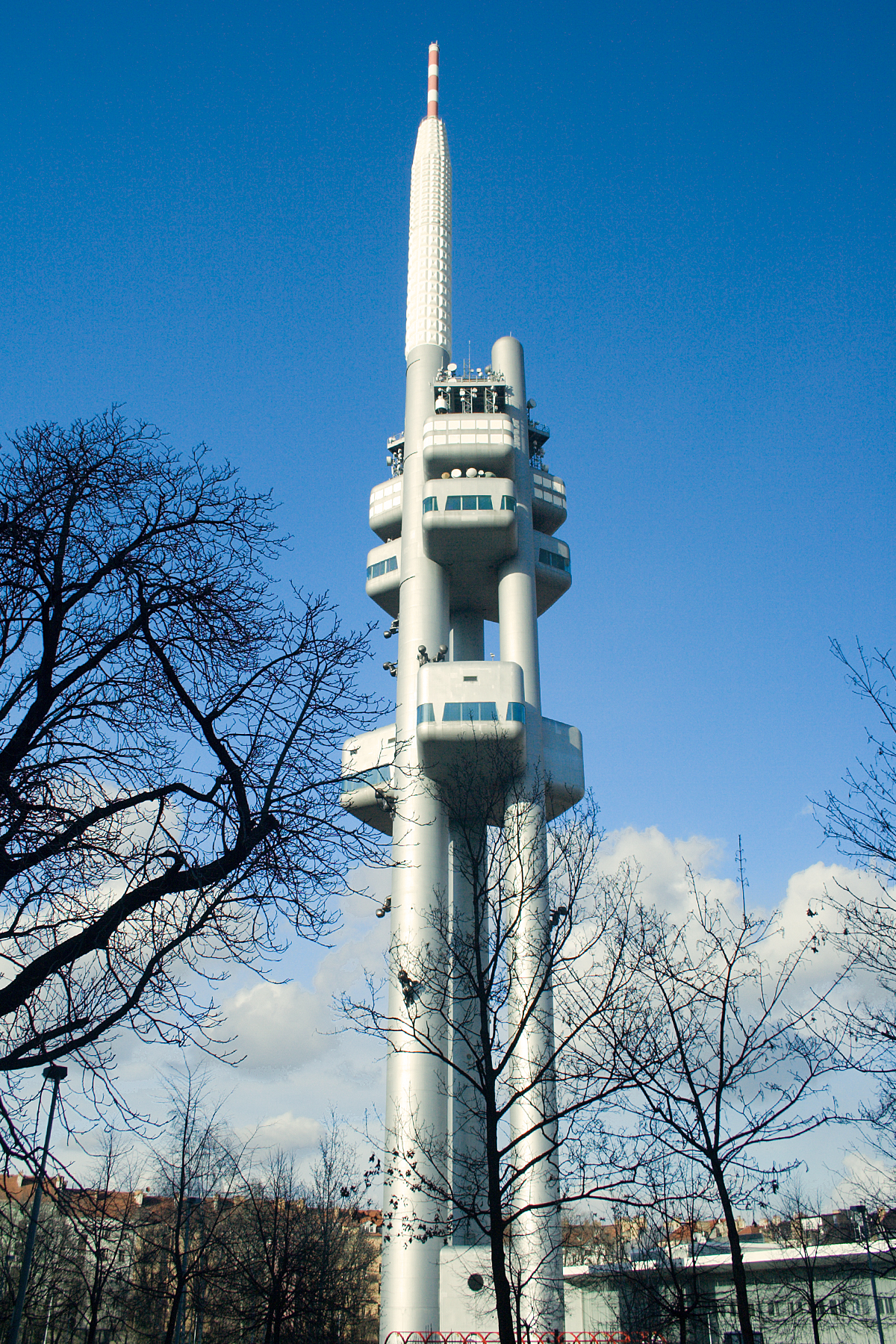
Žižkovský vysílač v Praze

Václav Aulický má na svém kontě celou řadu realizací. Nejprve navrhoval telekomunikační objekty, později i další budovy:
- Transgas, Praha, Vinohrady (1978);[12]
- Automatická telefonní ústředna, Praha, Dejvice (1978);[2]
- Vysílač Hošťálkovice, Ostrava (1980);[13]
- Tranzitní telefonní ústředna, Hradec Králové (1982) s Jindřichem Malátkem;[14]
- Telekomunikační ústředna, Mladá Boleslav (1984) s Jindřichem Malátkem a Jiřím Eisenreichem;[15]
- Žižkovský vysílač, Praha (1992);
- Provozní budovy České televize, Praha, Kavčí hory (1995);
- Administrativní budovy České pojišťovny na Pankráci (1997);
- Administrativní centrum Zirkon, Praha (1997);
- Budova Rubín, Praha, Karlín (2001);
- Polygon House, Praha, Pankrác (2004);
- Anděl Media Centrum, Smíchov, Praha (2004);
- Diamond Point, Praha, Karlín (2005);
- City Point, Praha, Pankrác (2005);
- City Tower, Praha, Pankrác (2008) s Richardem Meierem a Alešem Pappem;[12]
- Trimaran, Praha, Pankrác (2018) spolu s Ernsten Hoffmannem, Martinem Tröthanem;[13]
- City Element, Praha, Pankrác (2019) ve spolupráci s Martinem Tröthanem a Jindřichem Sovou.[12]

## Galerie

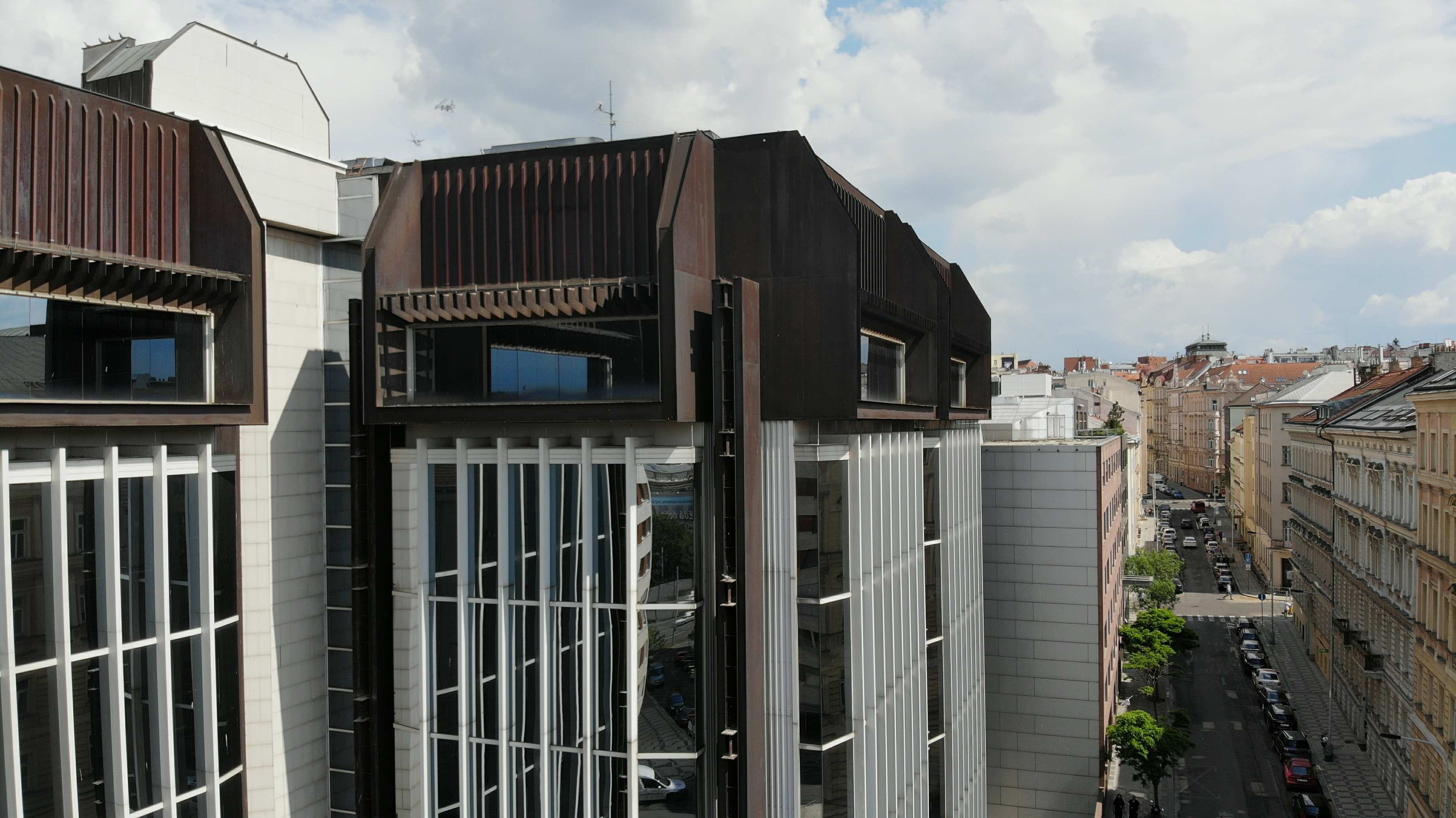
Vrcholové partie výškových budov Transgasu
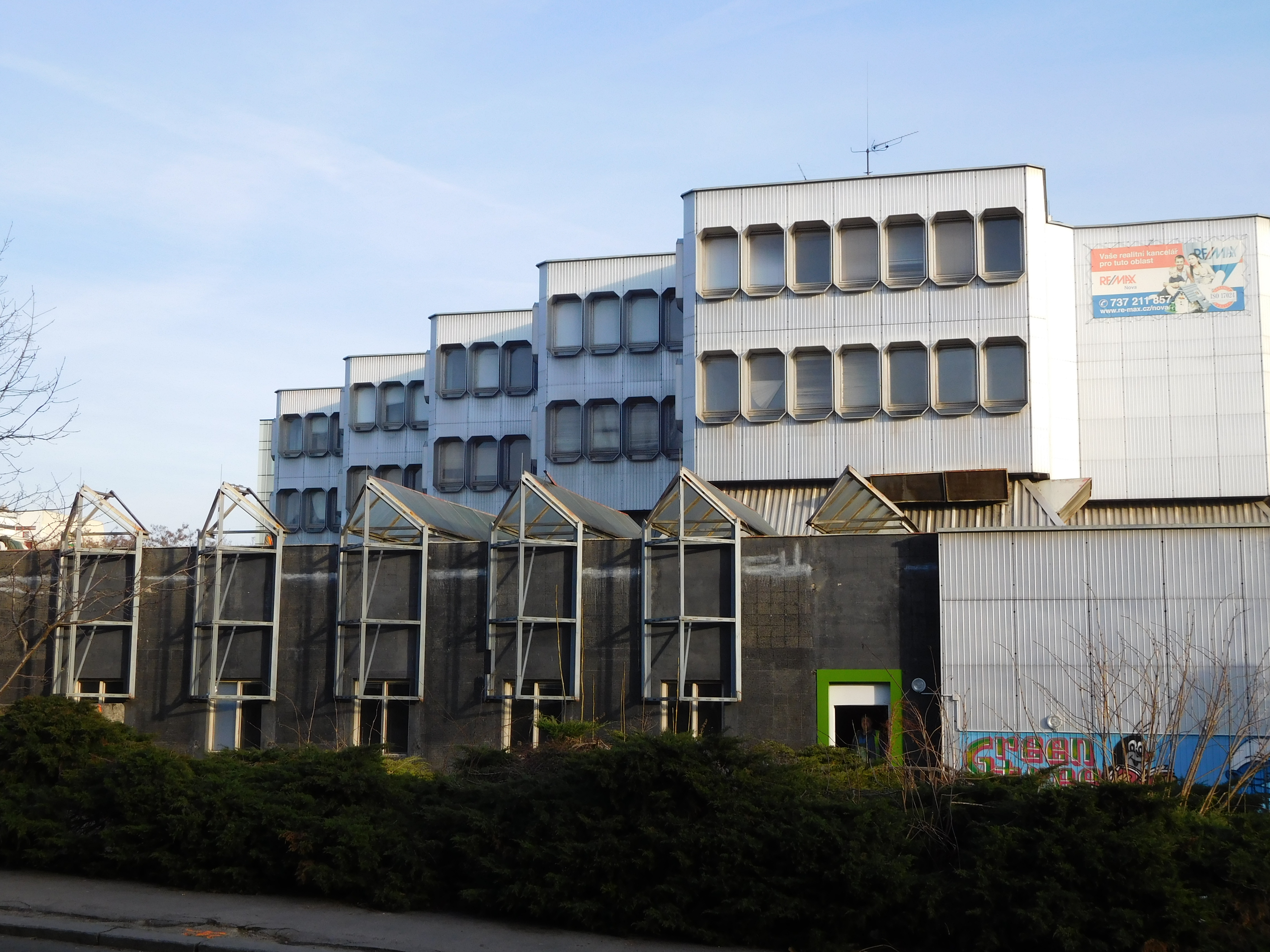
Automatická telefonní ústředna v Dejvicích
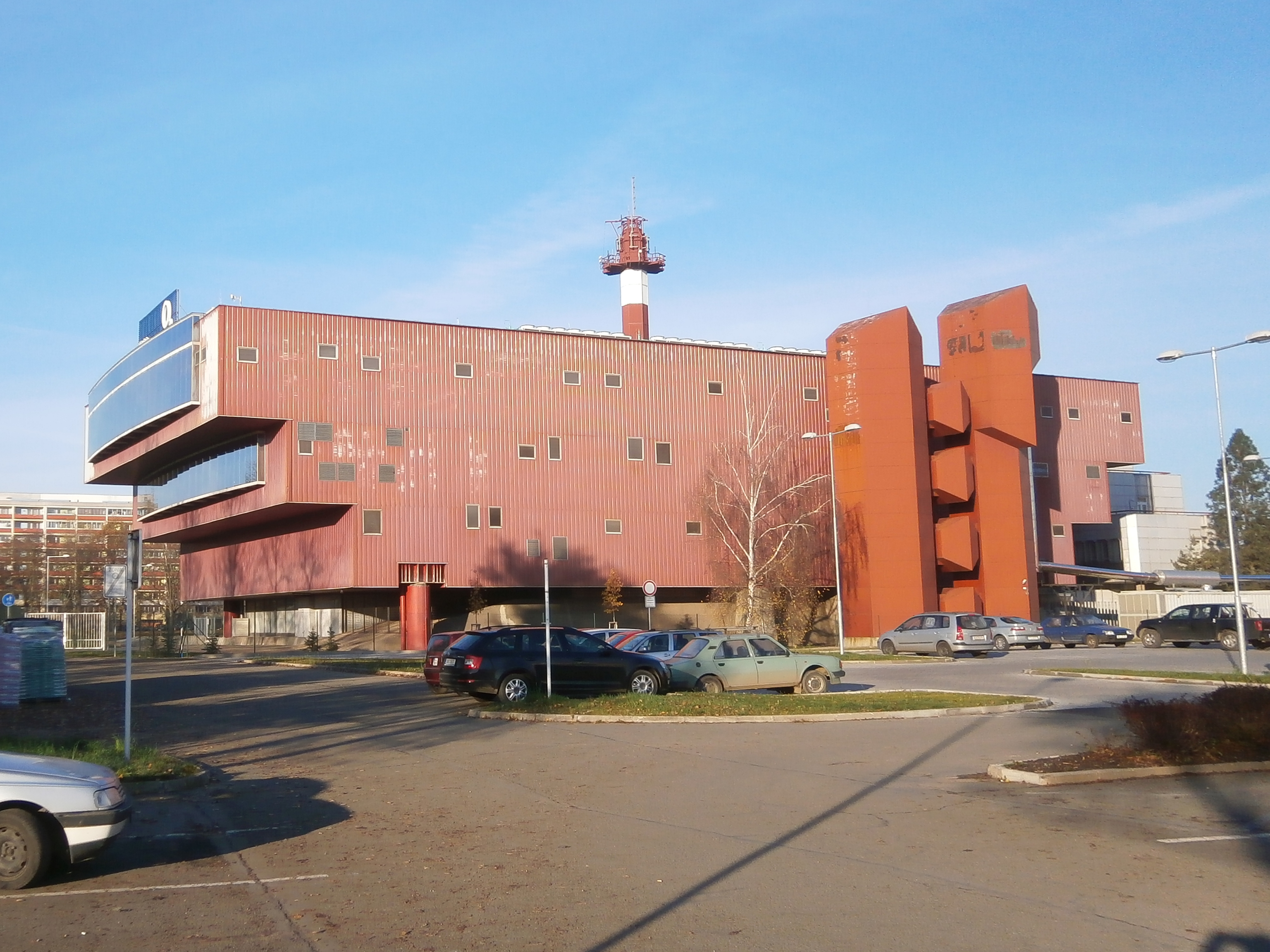
Tranzitní telefonní ústředna v Hradci Králové
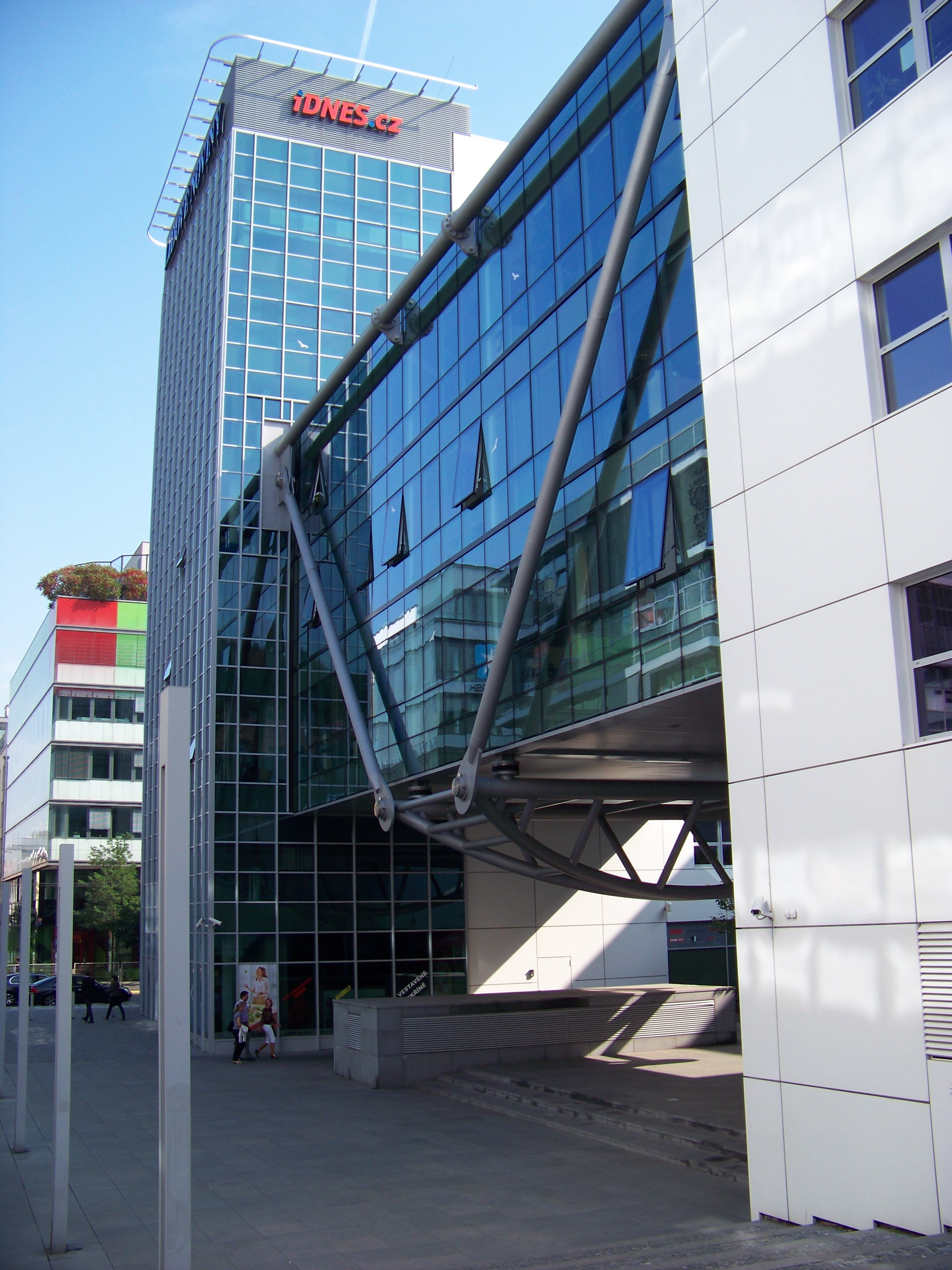
Anděl Media Centrum
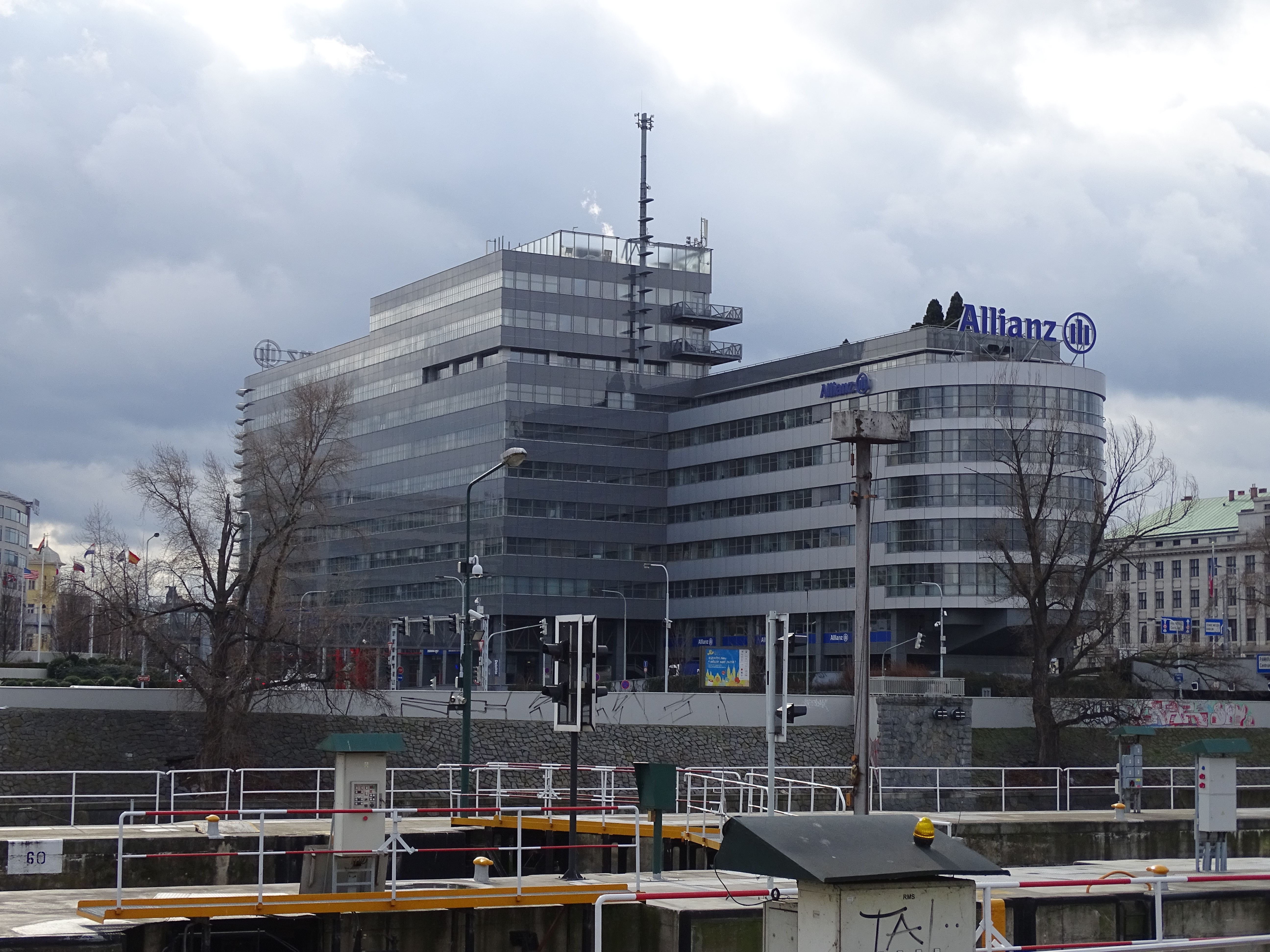
Diamond Point
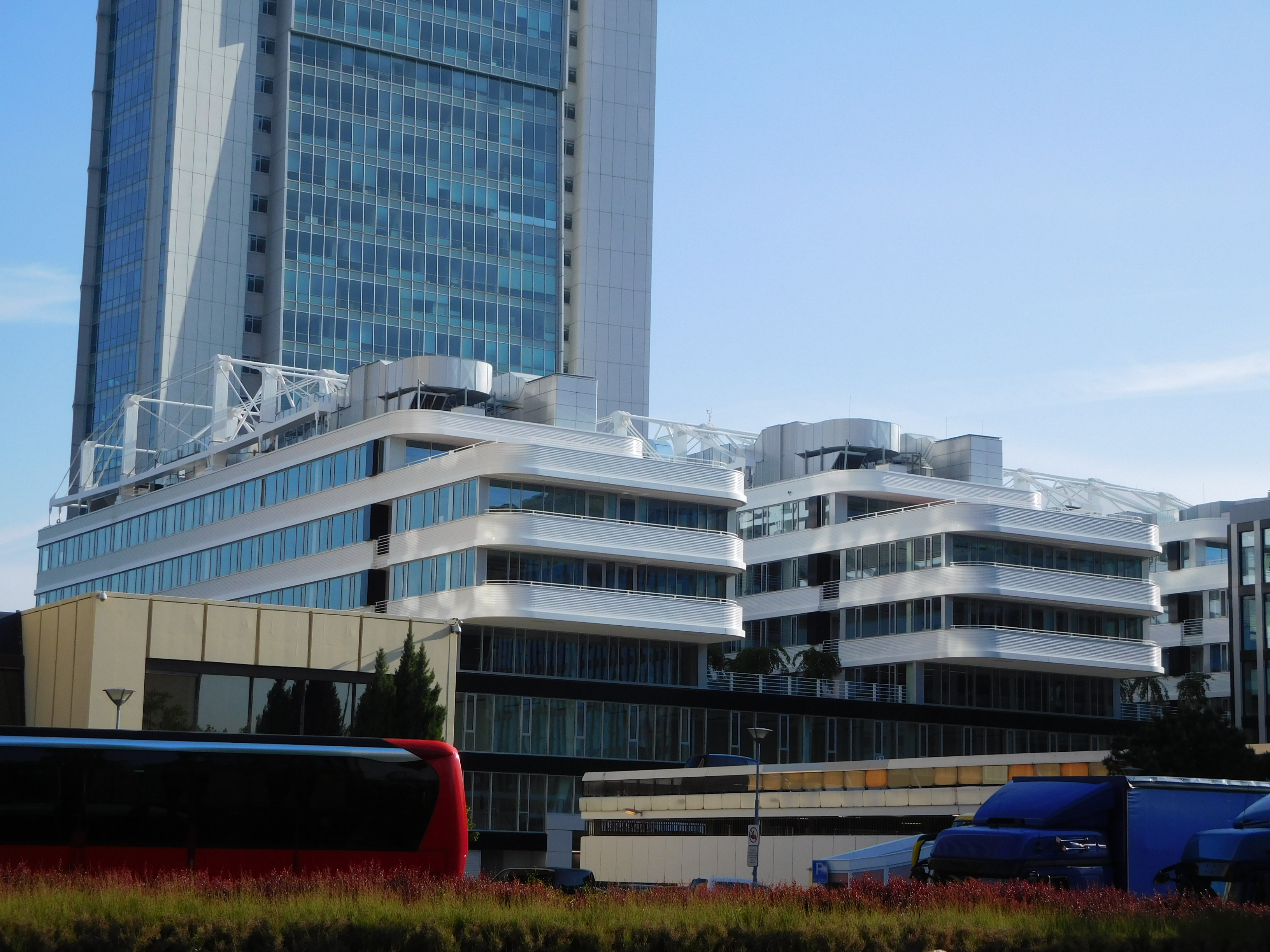
Trimaran
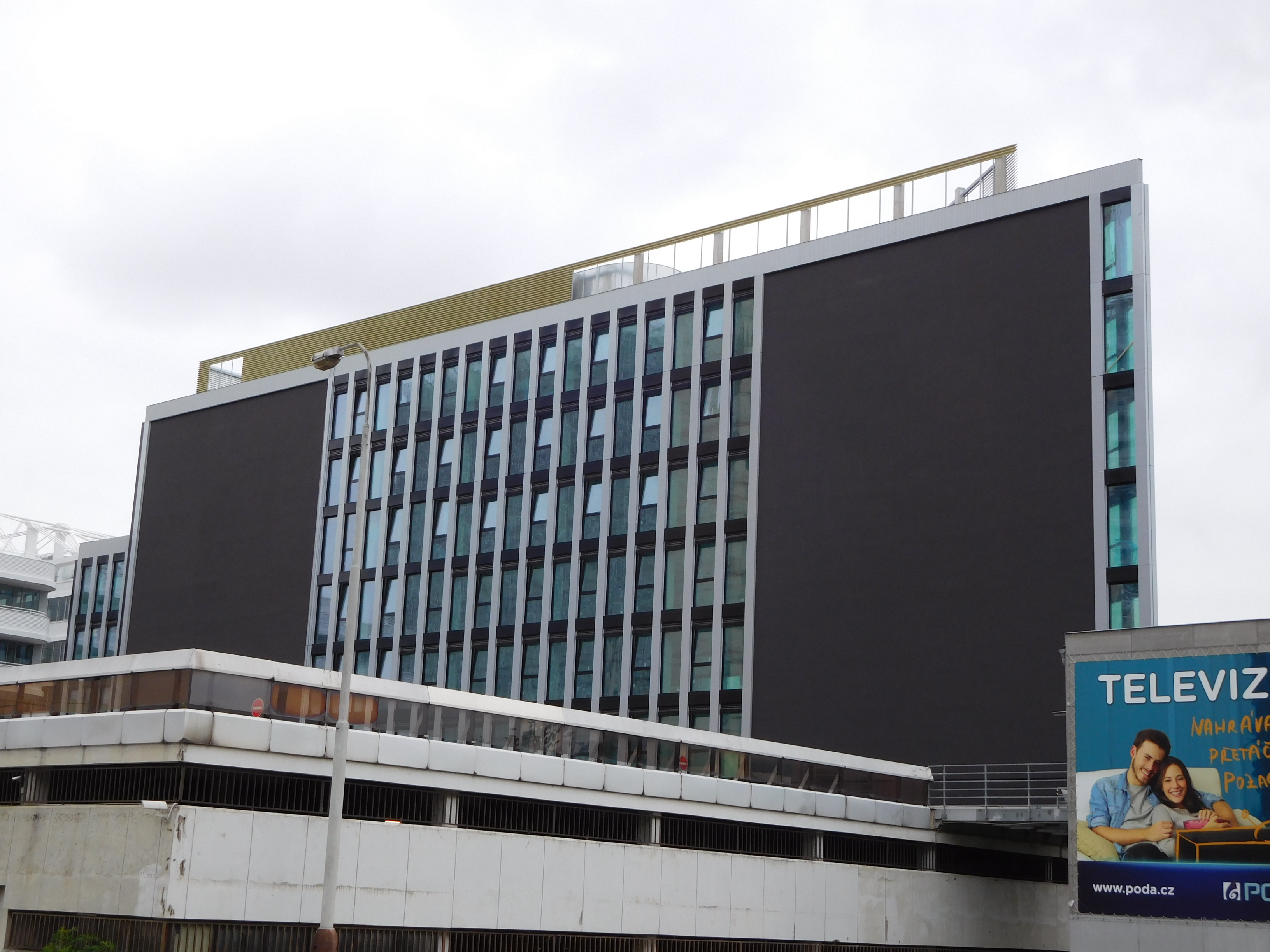
City Element